# Saint-Jean-de-Crieulon
Saint-Jean-de-Crieulon är en kommun i departementet Gard i regionen Occitanien i södra Frankrike. Kommunen ligger i kantonen Sauve som tillhör arrondissementet Le Vigan. År 2022 hade Saint-Jean-de-Crieulon 254 invånare.

## Befolkningsutveckling
Antalet invånare i kommunen Saint-Jean-de-Crieulon
Referens:INSEE